# Gumu
Gumu (kinesiska: 古姆, 古姆乡) är en socken i Kina. Den ligger i den autonoma regionen Tibet, i den sydvästra delen av landet, omkring 650 kilometer nordväst om regionhuvudstaden Lhasa. Antalet invånare är 2 312. Befolkningen består av 1 108 kvinnor och 1 204 män. Barn under 15 år utgör 34 %, vuxna 15-64 år 62 %, och äldre över 65 år 3,0 %.
Genomsnittlig årsnederbörd är 590 millimeter. Den regnigaste månaden är juli, med i genomsnitt 161 mm nederbörd, och den torraste är november, med 1 mm nederbörd.